# Anastassia Toumanichvili-Tsereteli
Anastassia Toumanichvili-Tsereteli, née le 25 août 1842 et morte le 7 février 1932, est une écrivaine et éducatrice géorgienne. Elle œuvre aux développements culturels de son pays, en particulier du côté des femmes.

## Biographie
Anastassia Tumanishili naît en 25 août 1842. Elle étudie dans un internat de Tbilissi et à l'Institution pour femmes de Transcaucasie. Grâce à son père, Mikheil Tumanishvili (en), elle rencontre, dès son plus jeune âge, les personnalités littéraires de l'époque.
Elle fonde la Georgian Women's Society en 1872. Les membres sont principalement des écrivaines géorgiennes. Elle réunit des femmes telles que Keke Meshki, Elene Kipiani et Ekaterine Gabachvili. Ensemble, elles publient des écrits et des traductions à l'appui de l'évolution de la culture et du patriotisme de la Géorgie.
En 1876, elle se rend en Suisse où elle apprend les méthodes d'éducation pour les petits enfants. De retour en Géorgie, en 1884, elle crée une école et un orphelinat à Kheltubani près de Gori. Deux ans plus tard, elle devient présidente de la Georgian Society of Women Teachers.
En 1890, elle cofonde et devient rédactrice en chef du magazine pour enfants Jejili et édite le journal Kvali (1893-1904), dans lequel écrit Kato Mikeladze.
Enfin, en 1908, elle crée l'influente association éducative Ganatleba,.

## Reconnaissance
En 2014, son nom est sélectionné parmi dix noms de femmes connues pour être attribué à des noms de rues de Tbilissi. Elle figure aux côtés de Mariam Jambakur-Orbeliani et Mariam Ivanishvili-Demuria.